# Roskildski muzej
Roskildski muzej je lokalni zgodovinski muzej s sedežem v mestu Roskilde na Danskem. Muzej, ki ga vodijo občine Roskilde, Frederikssund in Lejre, ima osem ločenih podružnic. Glavna podružnica v mestu Roskilde, na vogalu ulic Sankt Olsgade in Sankt Olsstræde, ima sedež v dveh zaščitenih stavbah, Sugar House (Cukrarna) in Liebe House, nekdanji rafineriji sladkorja oziroma nekdanji trgovski hiši.

## Zgodovina

### Cukrarna
Cukrarno je zgradil konzorcij pod vodstvom Johana Jørgena Holsta kot obrat za predelavo surovega sladkorja iz danske Zahodne Indije. Drugi vlagatelji, kombinacija poslovnežev iz Københavna in lokalnih trgovcev, so bili člani njegove družine.
Sladkorno podjetje je imelo tudi svojo ladjo Roskilde Ark. Po pritisku sladkornega podjetja se je mesto strinjalo z gradnjo novega pomola, ki je ladji omogočil nadaljevanje vse do Roskildeja. Večja plovila so prej lahko potovala le do fjorda Roskilde do Frederikssunda, kjer je bilo treba blago pretovoriti na manjše čolne. Roskilde Ark, znana tudi kot Sladkorna ladja, je pripeljala surovi sladkor in premog v tovarno ter poslala predelan sladkor v pristanišča na Zelandiji, kjer so ga prodajali. Družba svojega sladkorja ni mogla prodajati v Københavnu in drugih mestih, ki so imela lastne rafinerije, in to le v porcijah po najmanj 20 funtov.
Leta 1764 je bila v tovarni zaposlen knjigovodja, sladkorni mojster po imenu Niels Andersen Breegaard, štirje delavci, trije fantje, en kmet in ženska, ki je skrbela za ostale zaposlene. Tovarniški kompleks je vključeval tudi stavbo z bivališči za zaposlene.
Roskilde Ark je obiskala večino pristanišč na Zelandiji. Spor med Holstom in Breegaardom je pripeljal do Holstovega umika iz podjetja leta 1765. Nekaj let kasneje, leta 1768, je bilo podjetje prodano Johanu Conradu Kerstingu in Petru Wasserfallu. Leta 1774 je imela tovarna 7–10 zaposlenih in je letno predelala 300 do 400 sodov surovega sladkorja (vsak je vseboval 400 kg). Kmalu zatem je proizvodnja začela padati in tovarno so morali leta 1779 zapreti.
Lastnino je nato pridobil Jacob Borch, trgovec, ki je uporabljal tovarno sladkorja kot skladišče za svojo trgovino z živili v Algadeju.

### Liebe House
Leta 1804 je Jacob Borch zgradil veliko hišo na mestu poleg tovarne sladkorja. Nadomestila je skromno hišo predalčne lesene gradnje in slamnato streho iz 17. stoletja. Ime stavbe se nanaša na družino Liebe, ki je bila lastnica nepremičnine dve generaciji pozneje v stoletju.

### 20. stoletje
Ob njegovi smrti leta 1900 je Liebe celoten kompleks stavb zapustil občini Roskilde. Leta 1908 je Cukrarna začela delovati kot gasilski dom. Lokalni zgodovinski muzej Roskilde je bil ustanovljen 12. novembra 1929 v pritličju Liebe House. Ko se je gasilski dom leta 1989 preselil v nove prostore, je muzej Roskilde prevzel Cukrarno.

## Arhitektura
Cukrarna je zgrajena iz rumene opeke na Sankt Olsstræde. Nad vrati je spominska plošča. To je edina ohranjena stavba te vrste na Danskem. Liebe House je zgrajena iz rdeče opeke in ima dvokapno streho. Obe stavbi sta bili popisani leta 1918, leta 1978 pa je bil obseg popisa razširjen.

## Drugi oddelki

### Žive muzejske trgovine
Muzej Roskilde vodi dve živi muzejski trgovini v Ringstedgadeju v Roskildeju. Lützhøfts Købmandsgård je trgovina z živili, ki je bila odprta leta 1892 in je delovala do leta 1979. Muzej Roskilde jo je ponovno odprl leta 1982 in obnovil njeno notranjost, da spominja na trgovino z živili iz leta 1920. V trgovini je več kot 1000 izdelkov. Tisti, ki so naprodaj, so podobni tistim, ki so jih prodajali v 1920-ih. Možen je tudi obisk trgovske pisarne in skladišča. Na dvorišču je več skladiščnih poslopij iz 18. in 19. stoletja.
Zraven je mesnica iz istega obdobja. Notranjost je iz trgovine H. Sloth v Fredericii.

### Muzej orodij
Muzej orodij (Håndværksmuseet) vsebuje zbirko orodij, ki so jih uporabljali obrtniki različnih poklicev od leta 1850 do okoli leta 1950. Je v prvem nadstropju nekdanje kašče v Lützhøfts Købmandsgårdu. V prostorih imajo svoje delavnice tudi trije obrtniki – rezbar, srebrnar in tkalec.

### Vodni mlin Tadre
Vodni mlin Tadre (Tadre Mølle) je eden redkih vodnih mlinov na Zelandiji, ki jih še lahko vidimo delujočega. Je zadnji od 13 vodnih mlinov, ki so nekoč delovali na posestvu Aastrup blizu Kirke Hvalsø. Stavbe so iz leta 1840.

### Center za obiskovalce Roskildske stolnice
Muzej Roskilde vodi tudi center za obiskovalce v Roskildske stolnice.

### Muzeji za Lejre, Gundsø in Frederikssund
Muzej Lejre pokriva lokalno zgodovino Lejre. Fjordcenter Jyllinge je posvečen lokalni zgodovini mesta Gundsø, ki je najsevernejši del občine Roskilde. Færgegården v Frederikssundu je lokalni zgodovinski muzej za občino Frederikssund.

### Muzej Ragnarock
Ragnarock je muzej, posvečen danski rock glasbi in drugim sodobnim žanrom. Natečaj za načrtovanje muzeja je zmagal MVRDV v sodelovanju s COBE Architects. Odprt je bil 29. aprila 2016.